# Sukoharjo (Pabelan)
Sukoharjo is een bestuurslaag in het regentschap Semarang van de provincie Midden-Java, Indonesië. Sukoharjo telt 2573 inwoners (volkstelling 2010).